# Comté de Marsabit
Le comté de Marsabit (jusqu'en 2010, district de Marsabit ) est un comté du Kenya. Couvrant une superficie de 66 923,1 Km², Marsabit est le plus grand comté du Kenya. Sa capitale est Marsabit et sa plus grande ville Moyale. Selon le recensement de 2019, le comté compte 459 785 habitants. Il est bordé au nord par l'Éthiopie, à l'ouest par le comté de Turkana au sud par le comté de Samburu et celui d'Isiolo, et à l'est par le comté de Wajir.

## Géographie
Le comté est situé dans le nord du Kenya et borde la rive orientale du lac Turkana. Les caractéristiques topographiques importantes sont :  
- les chaînes Ol Donyo (2 066 m) au sud-ouest ;
- le mont Marsabit (1 865 m) dans la partie centrale du comté ;
- Le Parc national de Marsabit ;
- les collines Hurri (1 685 m) dans la partie nord-est du comté ;
- le mont Kulal (2 235 m) au nord-ouest ;
- les montagnes autour de l'escarpement de Sololo-Moyale (jusqu'à 1 400 m) au nord-est ;
- le désert de Chalbi, qui constitue la grande partie de la région centrale du comté[2].

### Circonscriptions électorales
|            | Moyale | 45      | 103 799 | 9,390 |
| North Horr | 46     | 75 196  | 38,953  |       |
| Saku       | 47     | 46 502  | 2,078   |       |
| Laisamis   | 48     | 65,669  | 20,266  |       |
|            | Total  | 291 166 | 70,687  |       |

### Subdivisions
Le comté de Marsabit est divisé en six divisions administratives : 
| Division                  | Population* | Pop urbaine. * | Quartier général |
| ------------------------- | ----------- | -------------- | ---------------- |
| Central                   | 25 100      | 10 619         | Marsabit         |
| Gadamoji                  | 12,345      | 0              |                  |
| Laisamis                  | 24 011      | 2,817          | Laisamis         |
| Loiyangalani              | 16 965      | 1 054          |                  |
| Maikona                   | 19,518      | 0              | Maikona          |
| North Horr                | 23 539      | 2,343          | North Horr       |
| Total                     | 121,478     | 16 833         | -                |
| * 1999 census. Sources,:. |             |                |                  |

## Population
| Centre urbain | Population 2019 |
| ------------- | --------------- |
| Moyale        | 37,387          |
| Marsabit      | 14 907          |
| Sololo        | 9 104           |
| Loiyangalani  | 5 117           |
| Laisamis      | 2 643           |

## Climat
Le climat dans le comté est aride.

## Économie
Seulement 10% de la superficie est considérée comme agricole.
Les habitants du comté de Marsabit vivent principalement de l'élevage, principalement des zébus, des chèvres et des moutons. En plus du maïs, les haricots et les céréales sont également cultivés dans les quelques zones agricoles, tout comme les grains de café , Kath et les légumineuses. La pêche est pratiquée sur le lac Turkana. En 2003, 45% de la population vivait en dessous du seuil de pauvreté et 90% de la population n'avait pas d'accès direct à l'eau potable. Plus de 80% de la population ne sait ni lire ni écrire.

## Santé
Le comté de Marsabit a un hôpital équipé de 86 lits dans la capitale, Marsabit . En 2003, plus de 20% des enfants souffraient d'insuffisance pondérale, 8,6% des enfants décèdent avant leur 5e anniversaire
.

## Images

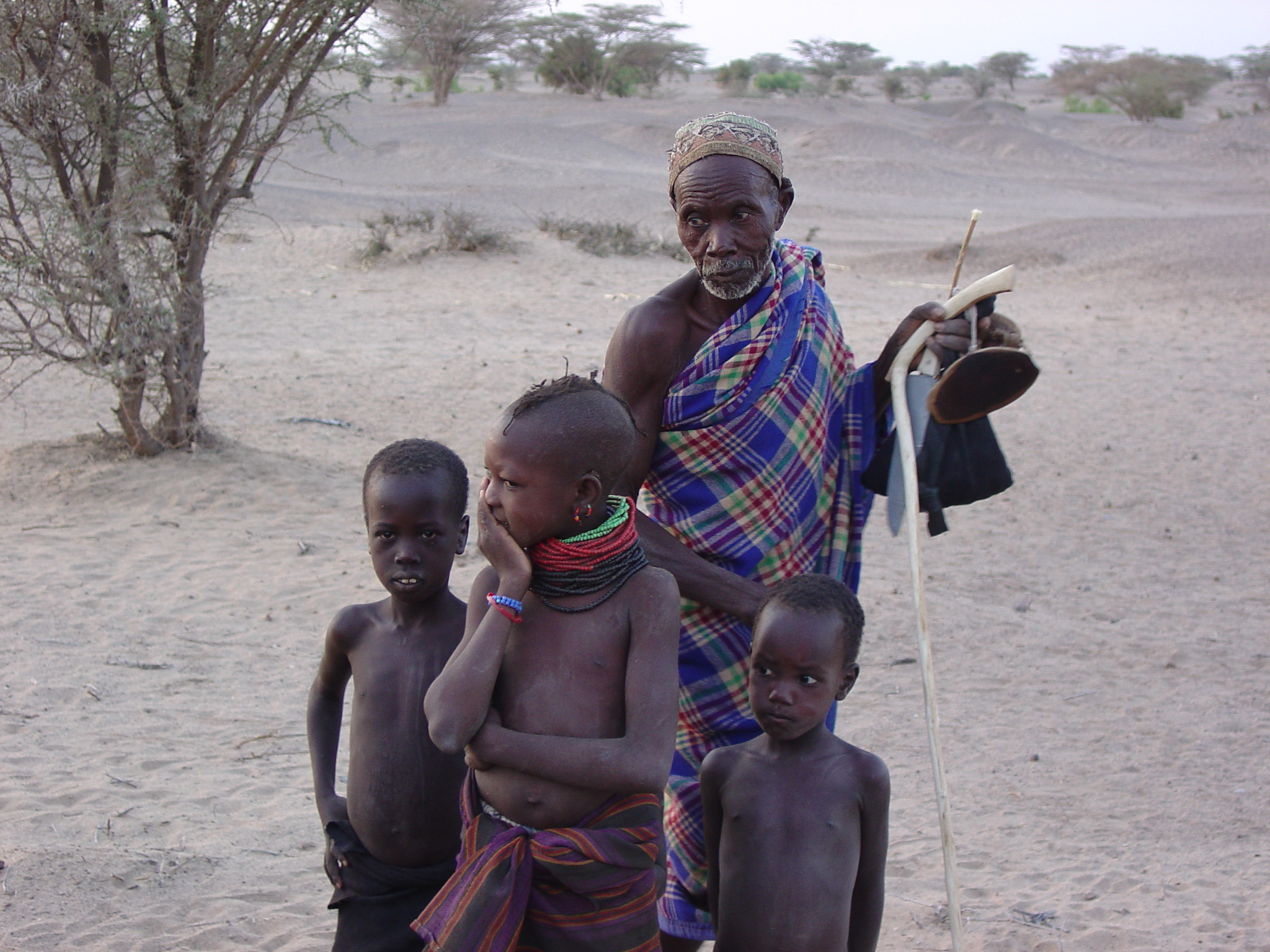
Membres Turkana
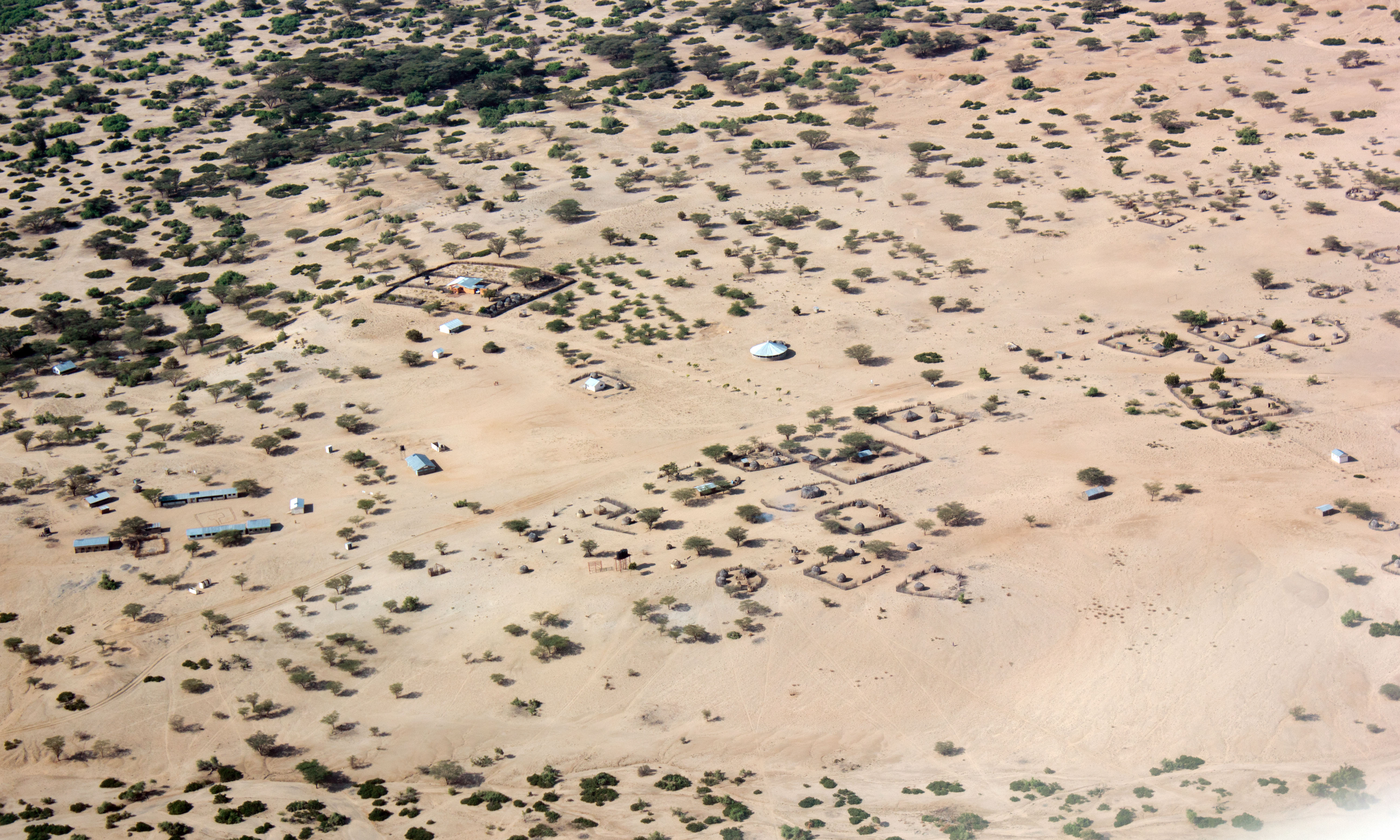
Une vue à vol d'oiseau d'un village Turkana
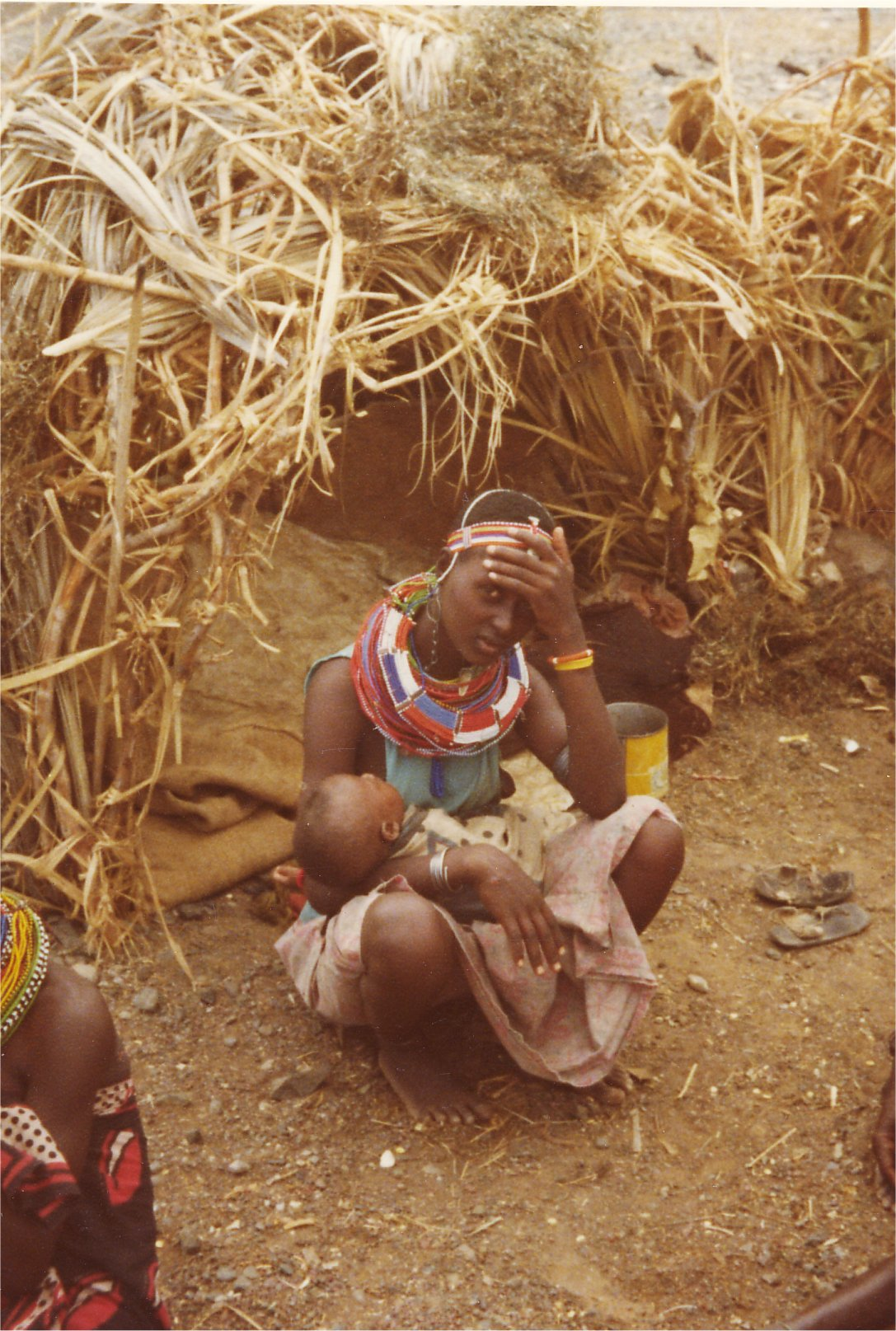
Femme Turkana et son bébé